# Gaston Michel
Gaston Michel   (França, 21 d'agost de 1856 - Lisboa, 13 de novembre de 1921) nom artístic de Louis Gaston Auguste Michel, va ser un actor francès.

## Biografia
Després d'obtenir un segon honor de comèdia el 1876, després un primer honor el 1878 al Conservatori de París, Gaston Michel va entrar al théâtre des Nations abans de ser contractat el 1883 a la troupe del Teatre Mikhailovski de Sant Petersburg i es va convertir en el seu gestor.
De tornada a França, l'any 1907 va ser nomenat director artístic del flamant Casino municipal de Canes. Estava a punt de fer el paper d'un gran senyor portuguès a Parisette sota la direcció de Louis Feuillade, quan la mort el va sorprendre a Lisboa el novembre de 1921.

## Filmografia
- 1915 : Strass et Compagnie d'Abel Gance
- 1916 : Chantecoq d'Henri Pouctal
- 1916 : Le Retour de Manivel de Louis Feuillade
- 1916 : Judex de Louis Feuillade : Pierre Kerjean
- 1917 : La Nouvelle Mission de Judex de Louis Feuillade : Pierre Kerjean
- 1917 : L'Autre de Louis Feuillade
- 1918 : Tih Minh de Louis Feuillade : le docteur Gilson
- 1919 : Barrabas de Louis Feuillade : Rudolph Strelitz
- 1921 : L'Orpheline de Louis Feuillade : Sakounine
- 1921 : Les Deux Gamines de Louis Feuillade : le grand-père Bertal